# Sylvie-Rosine Numez
Sylvie-Rosine Numez (...) è una modella francese, vincitrice del titolo di Miss Saint Etienne 1956 e Miss Francia 1957.
Eletta Miss Francia presso il Palais d'Hiver, a Lione, Sylvie-Rosine Numez fu sostituita da Claude Inès Navarro come rappresentante della Francia a Miss Mondo.